# Хірано Хакухо
Хірано Хакухо (平野白峰, 1879 — 1957) — японський художник, відомий своїми картинами прекрасних жінок (біджін-ґа). Представник течії шін-ханґа.
Народився у Кіото. Самостійно вивчав малювання. Співпрацював з Шьодзабуро Ватанабе.